# Jatakaberättelserna

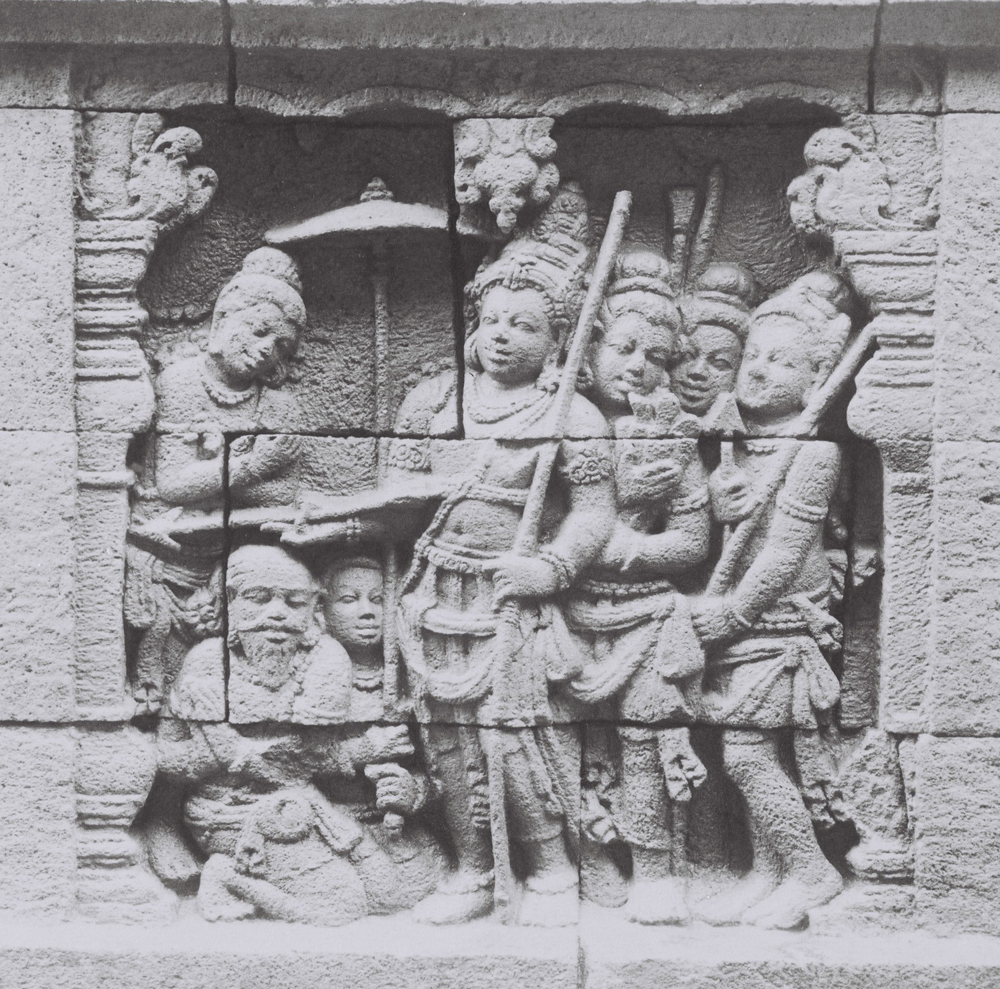
Reliefen Khudda-bodhi-Jataka vid det buddhistiska templet Borobudur på nära Yogyakarta på ön Java i Indonesien.

Jātaka-berättelserna, pali och sanskrit jātaka, जातक, är ett omfångsrikt verk i Sutta-pitakas femte del, Khuddaka Nikāya inom den buddhistiska palikanonen Tipitaka – ”de tre korgarna”. Jataka är sanskrit för ”födelsehistoria” och anknyter till ett antal tidigare liv hos Gautama Buddha som både människa och djur.

## Innehåll och struktur
I palikanonen ingår 547 dikter, som i huvudsak ordnats så att antalet verser är minst i verkets början och ökar eftersom. Verser blandas med prosa, men bara verserna betraktas som kanoniska.
Verket tillkom mellan 400- och 200-talet f. Kr. och tillhör därmed den allra tidigaste buddhistiska litteraturen. Enligt några källor anges antalet egentliga jatakas till 550, precis som Buddhans antal tidigare liv.
Till innehållet förmedlar Jataka-berättelserna allmän levnadsvisdom och moral genom fabler, anekdoter, legender och äventyrsberättelser. Till berättelserna finns rikliga kommentarstexter på pali och även singalesiska. Ibland benämns även kommentarerna ”jatakas”. Verket handlar om Buddhas tidigare liv, innan han blev fullt upplyst. Här berättas om hur Buddha genom att utföra osjälviska handlingar blir en allt bättre varelse och hur detta leder till hans födelse som den historiska Buddha.
Några exempel:
- När den blivande Buddha en gång återföddes som kanin offrade han sig själv som mat åt en gäst.
- Som gasell var han beredd att ge sitt liv för att hjälpa en dräktig gasellhona. Han lyckades med att övertala kungen att stoppa all jakt på gaseller.
- När Buddha återfötts som elefant, sågade han av sina betar åt en jägare som visserligen var elak, men också klumpig.
- I en annan jataka stötte Buddha på en tigerhona med ungar som var uthungrad och döende. Han greps av medkänsla med tigerhonan och hennes hjälplösa ungar – och kastade sig utför en klippa för att ge henne sin döda kropp att äta.

En viktiga och populär berättelse gäller Buddhas tidigare liv som prins Vessantara. Och skildras hur Buddha fulländar sin förmåga att ge gåvor. Han skänker bort allt. Berättelsen finns bland de tio sista berättelserna som har samlingsnamnet kallas "Mahanipata Jataka". De beskriver Buddhas sista tio liv innan han återföds som Gautama Buddha.

## Jatakas i litteraturen
Jatakas har senare kommit att bli ett begrepp, där nya berättelser läggs till berättarskatten och där befintliga jatakas uppförs som dans, teater eller i recitationens form.
Inom det indiska eposet Ramayana finns också jatakas, nämligen Dasaratha Jatakas, som anspelar på kung Dasaratha, fader till Rama och kung i staden Ayodhya.
Andra litterära verk med tydliga kopplinger till Jataka-berättelsernas form är Avadana, Jatakamala (av Aryasura) och Mahabharata.
På svenska finns flera böcker för barn som baserar sig på jataka-berättelser, bland annat Haren i månen (1997) av den finlandssvenska tecknaren Veronica Leo.

## Läs mera
- Jataka tales - buddhist tales for young and old
- Jātaka tales i översättning av Henry Thomas Francis (1916) i mikroform.